# Puente Franjo Tuđman (Dubrovnik)
El puente Franjo Tuđman (en croata: Most dr. Franje Tuđmana) es un puente atirantado que lleva a la carretera estatal D8 en la parte occidental de Dubrovnik, Croacia en Rijeka Dubrovačka cerca del Puerto de Gruz.
El diseño del puente original fue desarrollado en 1989, pero la construcción se detuvo en el inicio de la guerra croata de independencia. El puente fue rediseñado por el Departamento de Estructuras de la Universidad de Zagreb, la Facultad de Ingeniería Civil y el diseño empleado fue desarrollado por Zlatko Šavor. Fue inaugurado en 2002.